# Barrage de Yapialtin
Le barrage de Yapıaltın est un barrage de Turquie dans le district de Şarkışla de la province de Sivas.

## Sources
- (tr) « Yapıaltın Dam », sur Agence gouvernementale des travaux hydrauliques (DSI)